# Вількіна Світлана Борисівна
Світлана Борисівна Вількіна (рос. Светлана Борисовна Вилькина; нар. 1 квітня 1960, Вітебськ, Білоруська РСР, СРСР) — білоруська спортсменка, заслужений майстер спорту Республіки Білорусь з карате, технічний директор і старший тренер у розділі ката Білоруської федерації шотокан карате-до. Багаторазова чемпіонка світу та Європи з карате.

## Біографія
Світлана Вількіна народилася 1 квітня 1960 року у Вітебську. У 1981 році закінчила педагогічний факультет Білоруського державного інституту фізичної культури.
У 1976 році отримала звання майстра спорту СРСР з акробатики, ставши чемпіонкою та володаркою Кубка Білоруської РСР у парно-групових вправах.
У 1993 році здобула звання майстра спорту Республіки Білорусь, а в 1995 році — майстра спорту міжнародного класу. У 1999 році указом Президента Республіки Білорусь № 123 від 3 березня їй присвоєно почесне звання «Заслужений майстер спорту Республіки Білорусь».

## Спортивна кар'єра
Світлана Вількіна є багаторазовою чемпіонкою світу та Європи з карате. Зокрема, вона здобула 39 золотих медалей на чемпіонатах світу та 39 — на чемпіонатах Європи, загалом завоювавши 111 медалей на міжнародних змаганнях, з яких 78 — золоті.
У 1994 році на чемпіонаті Європи в Туреччині завоювала першу (срібну) медаль для збірної Білорусі. У 1997 році на арені «Будокан» у Токіо стала чемпіонкою світу.
Вона виступала на 63 чемпіонатах світу та Європи, що проходили у 32 країнах на чотирьох континентах. У 2007 році на чемпіонаті світу в Сербії у складі команди ката здобула 1000-ту медаль білоруської збірної на світових і континентальних чемпіонатах. У 2018 році на мундіалі в Молдові у складі команди ката виграла свою 100-ту індивідуальну медаль чемпіонатів світу та Європи.

## Тренерська діяльність
З 1994 року працює технічним директором Білоруської федерації шотокан карате-до. Заснувала та керує клубами «Академія карате» (з 1996 року) та «Барс» (з 2002 року) у Мінську. У 2005–2008 роках працювала інструктором клубу «Академія карате» в Марбельї, Іспанія.
Також працювала старшим викладачем кафедри фізичної культури та спорту Білоруського національного технічного університету.

## Сім'я
Чоловік — Андрій Якович Вількін, радянський і білоруський каратист і тренер з карате, стиль Сьотокан, VII дан (WUKF, 2009). Діти — Ольга та Олексій, також спортсмени та чемпіони з карате.